# Cesare Galeotti

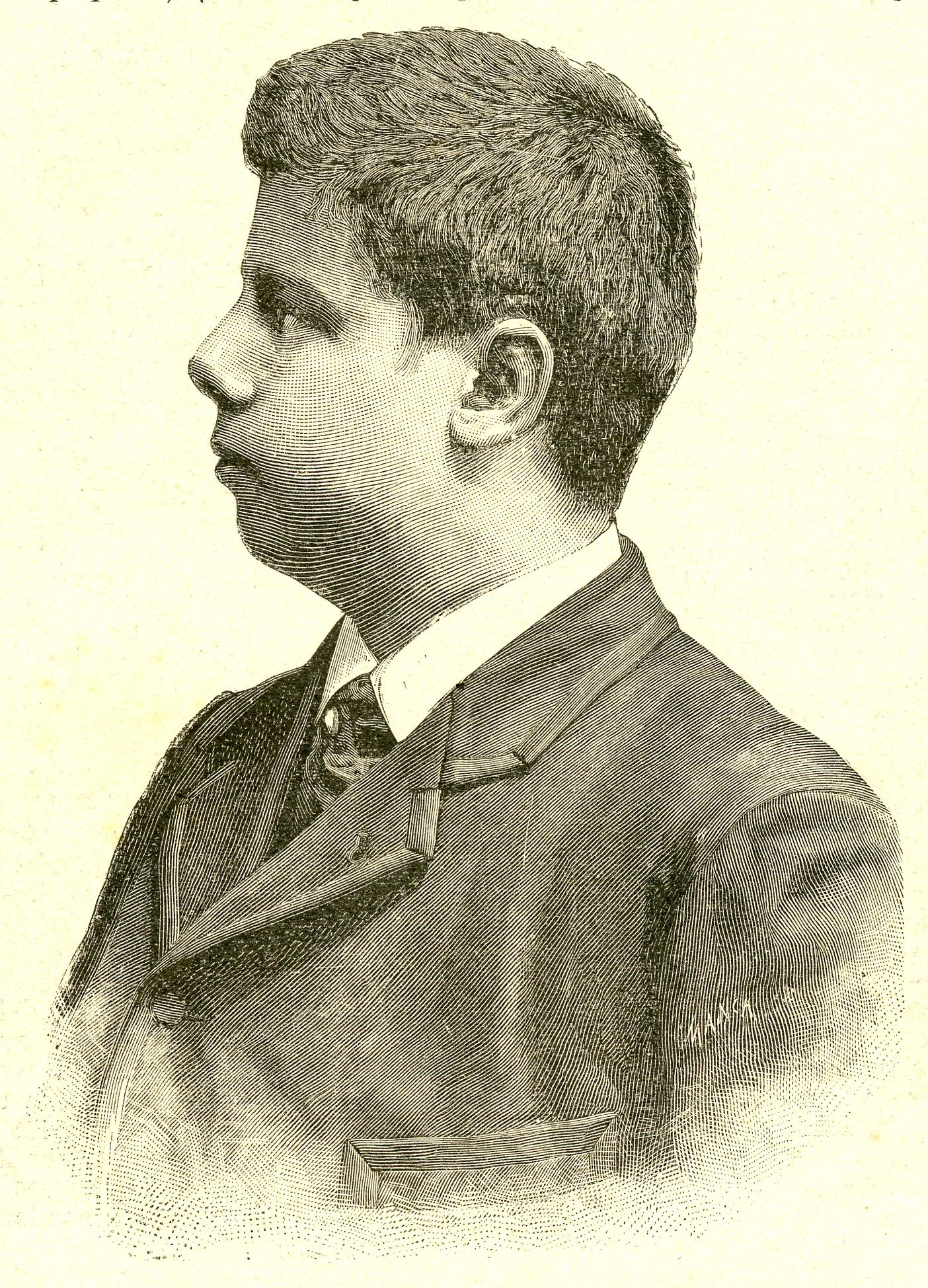
Cesare Galeotti

Cesare Galeotti (* 5. Juni 1872 in Pietrasanta; † 19. Februar 1929 in Paris) war ein italienischer Komponist, Dirigent und Pianist.

## Leben
Bereits im Alter von 8 Jahren konzertierte Galeotti auf Anraten seines damaligen Lehrers Giovanni Sgambati im In- und Ausland und wurde als Wunderkind gefeiert. 1882 kam er nach Paris, wo er in die Pianistenklasse von Antoine François Marmontel aufgenommen wurde, später studierte er Komposition bei Théodore Dubois und Ernest Guiraud, Orgel bei César Franck und Klavierbegleitung bei Auguste Bazille. 1885 gewann er den Premier Prix im Klavier. Später kehrte er für kurze Zeit nach Italien zurück, wo er von Königin Margarethe von Italien den Orden der Krone von Italien erhielt. Seine Oper Anton, welche am 17. Februar 1900 unter der Leitung von Arturo Toscanini am Teatro alla Scala uraufgeführt wurde, wurde vom Publikum und der Presse positiv aufgenommen, konnte sich jedoch nie im Repertoire etablieren. 1902 kehrte Galeotti nach Paris zurück und wurde dort in die Ehrenlegion aufgenommen. 1914, mit dem Ausbruch des Ersten Weltkrieges, zog sich Galeotti aus dem Musikleben zurück.

## Werke (Auswahl)

### Opern
- Anton – Oper in einem Prolog, zwei Teilen und einem Epilog. Libretto von Luigi Illica. UA 17. Februar 1900 Mailand Teatro alla Scala (Musikalische Leitung Arturo Toscanini)
- La Dorise – Drame lyrique in 3 Akten. Libretto von Luigi Illica, französisch von Paul Ferrier. UA 18. April 1910 Brüssel Théâtre Royal de la Monnaie (Musikalische Leitung Sylvain Dupuis)[3]

### Orchesterwerke
- Endimione, sinfonische Dichtung
- Nella foresta, sinfonische Dichtung
- Poema romantico, op. 169

### Vokalwerke
- La visione di Saul, Kantate

Lieder
- Contemplation!; Text von Victor Hugo (Stimme und Klavier) (1888)
- Ricordo d'amore; Text von Léonardi, französisch von Jules Ruelle (Stimme und Klavier) (1889)
- O Salutaris (für Sopran oder Tenor und Orgel) (1893)
- 2me O Salutaris (für Mezzosopran, Orgel und Violoncello) (1895)
- Attente!; Text von Marie de Moriana (Stimme und Klavier) (1896)
- Mélodie; Text von Alfred de Musset (1897)
- Ave Maria (Alt oder Bariton, Orgel und Violine ad libitum) (1899)
- La Retraite; Text von Alphonse de Lamartine (1902)
- Amour brisé, op. 136; Text von Alfred de Musset (Stimme und Klavier)
- Aubade; Text von Georges Romeuf (Stimme und Klavier) (1908)
- Si l'on te disait; Text von Daniel Lesueur (Stimme und Klavier) (1909)
- Sur un Nuage; Text von Daniel Lesueur (Stimme und Klavier) (1909)
- 2e Ave Maria, op. 160 (Stimme und Orgel)

### Klavierwerke
- Romance sans paroles, op. 1
- Menuet, op. 10
- Romance sans paroles, op. 11
- Toccata, op. 12
- Pastorale, op. 13
- Gavotte, op. 14
- Berceuse, op. 15
- Air de Ballet, op. 16
- Valse lente, op. 17
- 2° Valse lente, op. 18
- Étude de Concert, op. 19
- 2 Feuillets d'Album, op. 20
- Arlequin, op. 21
- Nocturne, op. 22
- Thème et Variations, op. 23
- Scherzo, op. 24
- Babillarde, étude ou légéreté, op. 25
- Mazurka, op. 26
- Lamento, op. 27
- 2° Air de ballet, op. 29
- Sonate, op. 32
- 3° Valse lente, op. 33
- Danse nègre. Morceau sur les touches noires, op. 34
- Valse brillante, op. 35
- Habanera, op. 36
- Barcarolle, op. 37
- Valse caprice, op. 38
- 2° Nocturne, op. 39
- Romance sans paroles, op. 63
- Valse–Caprice, op. 64
- Villanelle, op. 66
- Le Rouet. Étude de grande vélocité, op. 67
- Simple chanson, op. 70
- 2° Romance sans paroles, op. 72
- Passe-Pied, op. 74
- Vieille Chanson, op. 75
- Idylle, op. 76
- Fête villageoise, op. 77
- Au bord du Nil, op. 78
- Clair de lune, rêverie, op. 80
- Pantalon et Colombin, op. 83
- 2° Menuet, op. 85
- En valsant, op. 86
- Menuet poudré, op. 87
- Heure du Soir, op. 88
- 2 Préludes, op. 89
- Valse mélancolique, op. 90
- Rigaudon, op. 91
- Mazurka, op. 92
- 2° Étude, op. 93
- Scherzetto, op. 94
- Berceuse, op. 95
- Humoresque, op. 96
- Rêverie du soir, op. 98
- Scherzo-Pastorale, op. 99
- Par le sentier fleuri, op. 101
- Valse poétique, op. 102
- Matutina, rêverie, op. 103
- Valse badine, op. 104
- Impromptu, op. 106
- Chanson d'automne, op. 107
- Tambourin et musette, op. 108
- Papillon-valse, op. 109
- En rêve, op. 110
- Scherzo fantastique, op. 111
- Ronde de nuit, op. 114
- Pas de danse, op. 115
- Scherzo-Caprice, op. 116
- Babillage, op. 117
- Chant d'amour, rêverie, op. 118
- Aubade, op. 120
- Le Tambourin, op. 121
- Auprès d'une Source, op. 122
- Air à danser, op. 124
- Chanson triste, op. 130
- Chanson joyeuse, op. 131
- Page d'amour, nocturne, op. 134
- Scherzetto, op. 135
- Danse vive, op. 143
- En forêt. Suite pittoresque (1896)
- Presto capriccioso (1896)
- Chanson d'avril (1898)
- Le Coucou, pièce caractéristique (1909)
- Marche triomphale (1909)
- Soir d'été, rêverie (1909)
- Chant de printemps (1911)
- Danse lente (1911)
- Six pièces brèves (1912)
- Dix préludes poétiques (1913)

### Kammermusik
- Invocation, op. 28 (für Violine, Violoncello und Klavier)
- Méditation, op. 30 (für Violine und Klavier)
- Barcarolle, op. 31 Nr. 1 (für Violine, Viola, Violoncello und Klavier)
- Scherzando, op. 31. Nr. 2 (für Violine, Viola, Violoncello und Klavier)
- Sérénade, op. 71 (für Mandoline oder Violine und Klavier)
- Offertoire, op. 100 (für Orgel Solo)
- Cavatine, op. 125 (für Violine und Orgel oder Klavier)
- Vision!, op. 132 (für Violine, Violoncello und Harmonium oder Orgel)
- Fantaisie, op. 138 (für Harfe Solo)
- Légende, op. 139 (für Harfe Solo)
- Scherzo-Caprice, op. 159 (für Harfe Solo)
- Romance, op. 160 (für Violine und Klavier oder Harmonium)